# Монте-Стелла (Калабрия)
Монте-Стелла (итал. Monte Stella) — гора высотой 832 метра над уровнем моря, расположенная в долине Стиларо, в пределах коммуны Паццано.

## Название
Название горы происходит от Мадонны, расположенной в пещере. Также есть более раннее название, цитируемое Джованни Фиоре да Кропани в Делла Калабрия (в XVII веке) — Монте Кукумелла.
Название («Monte Santa-Cucumella») до сих пор используется для обозначения местоположения некоторых теле-антенн, в то время как другие антенны называются просто «Monte-Stella».